# Бензиновий Гас
«Бензиновий Гас» (англ. Gasoline Gus) — американська кінокомедія Джеймса Круза 1921 року з Роско Арбаклом в головній ролі. Через скандал, що спіткав коміка Роско Арбакла в 1921 році, даний фільм ніколи не отримував американський реліз.

## У ролях
- Роско ’Товстун’ Арбакл — бензиновий Гас
- Ліла Лі — Сал Джо Банті
- Чарльз Огл — Нейт Ньюберрі
- Теодор Лерх — Дрю Чек Чарлі
- Вілтон Тейлор — суддя Шортрідж
- Кнут Еріксон — «Залізний» Свенсон
- Фред Хантлі